# Ушаков, Егор Кузьмич
Егор Кузьмич Ушаков (17 (30) апреля 1902, Хоробрицы, Муромский уезд — 3 сентября 1986, Хоробрицы, Муромский район) — советский хозяйственный деятель, Герой Социалистического Труда.

## Биография
Родился 17 апреля 1902 года в деревне Хоробрицы. Член ВКП(б) с года.
С 1914 года — на хозяйственной, общественной и политической работе. В 1914—1962 гг. — ученик в маслобойной артели, в различных артелях, кровельщик в Москве, председатель Хоробрицкого сельсовета, организатор и председатель колхоза имени Молотова Муромского района Владимирской области, участник Великой Отечественной войны.
Указом Президиума Верховного Совета СССР от 17 июня 1949 года присвоено звание Героя Социалистического Труда с вручением ордена Ленина и золотой медали «Серп и Молот».
Избирался депутатом Верховного Совета СССР 3-го созыва.
Умер в 1986 году в деревне Хоробрицы.
Егор Кузьмич Ушаков. Сайт «Герои страны».